# Liste de musées en Espagne
Pour les autres articles nationaux ou selon les autres juridictions, voir Liste des musées par pays.

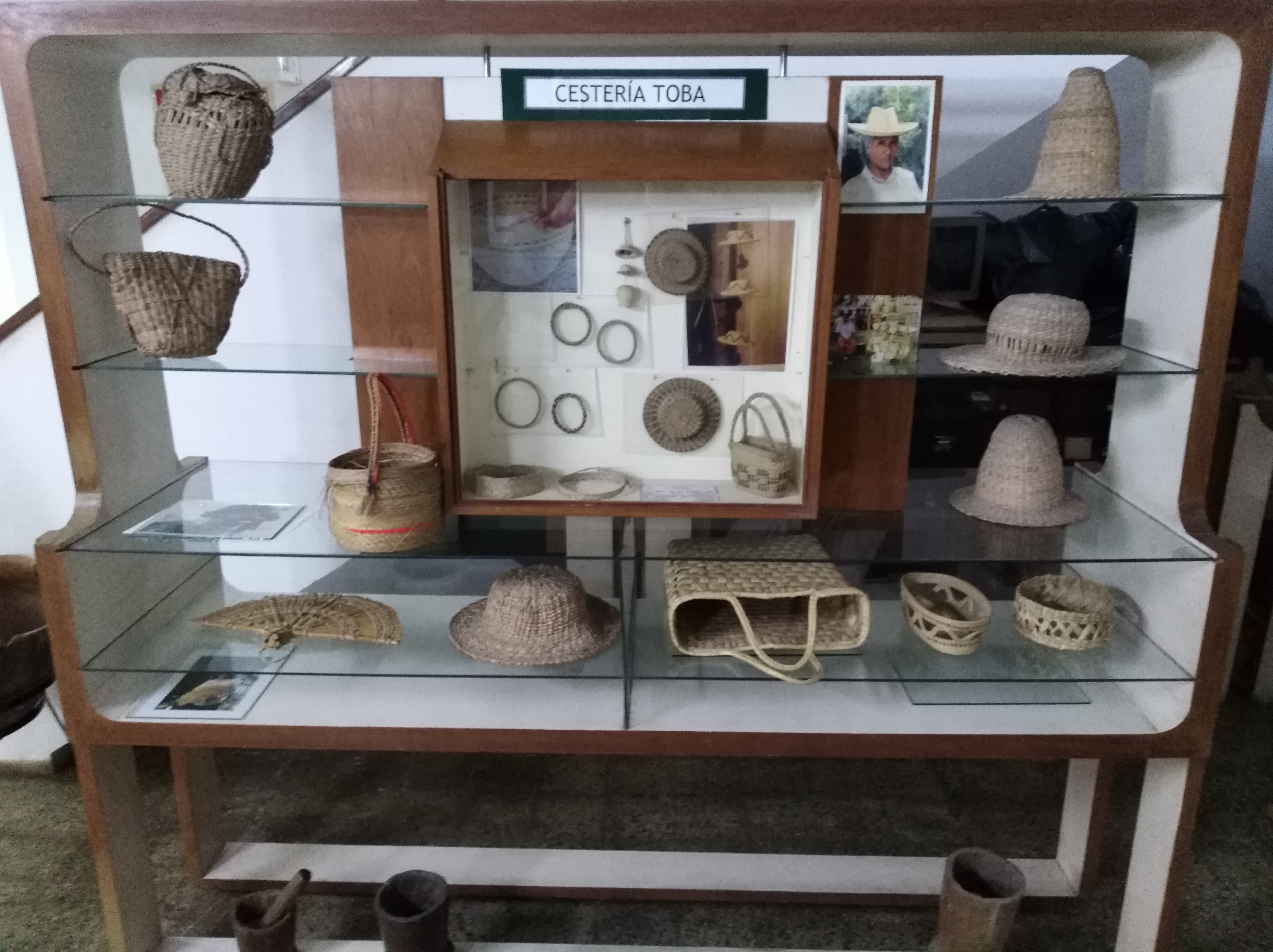
Photo d'une vitrine d'un musée en Espagne. On peut y voir des compositions d'artisanat local.

Cet article présente la liste des musées en Espagne, classés par communauté autonome, province puis par ville.
Selon le ministère de la Culture, l'Espagne compte environ 1 500 musées en 2014.

## Andalousie

### Province d'Almería
- Almería : 
  - Musée archéologique d'Almeria
  - Musée d'Art d'Almería

### Province de Cordoue
- Cordoue : Musée archéologique et ethnologique de Cordoue (MAECO)

### Province de Grenade
- Grenade : Huerta de San Vicente (Casa-Museo Federico García Lorca)

### Province de Malaga
- Malaga
  - Musée de Malaga
  - Musée Picasso à Malaga
- Benalmádena : Château Bil Bil

### Province de Séville
- Séville
  - Centre Andalou d'art contemporain du monastère de la Cartuja
  - Château de Saint-Georges
  - Musée des Beaux-arts
  - Musée naval de la Torre del Oro

## Aragon

### Province de Huesca
- Huesca
  - Musée de Huesca
  - Musée diocésain de Huesca
- Abizanda : Musée des croyances et de la religiosité populaires des Pyrénées centrales
- Aínsa-Sobrarbe : Éco-musée du château d'Aínsa
- Ayerbe : Musée religieux d'Ayerbe
- Jaca : Musée diocésain de Jaca
- Sabiñánigo : Musée Ángel Orensanz et des arts du Serrablo

### Province de Saragosse
- Saragosse
  - Musée du forum de Caesaraugusta
  - Musée de Saragosse
  - Musée diocésain de Saragosse
  - Musée paléontologique de Saragosse
- Calatayud : Musée de Calatayud
- Caspe : Musée héraldique de Caspe
- Fuendetodos : Musée de la gravure de Goya

### Province de Teruel
- Teruel : Musée provincial de Teruel
- Albarracín : Musée diocésain d'Albarracín

## Asturies
- Avilés : Centre culturel international Oscar Niemeyer
- Gijón : Musée du peuple des Asturies

## Îles Canaries

### Province de Las Palmas
- Las Palmas de Gran Canaria : 
  - Centre atlantique d'art moderne

### Province de Santa Cruz de Tenerife
- Santa Cruz de Tenerife :
  - Musée municipal des beaux-arts de Santa Cruz de Tenerife
  - Musée de la Nature et de l'Homme
  - Musée Archéologique de Puerto de la Cruz

## Cantabrie
- Santillana del Mar :
  - Musée Jesús Otero

## Castille-et-León

### Province d'Ávila
- Arévalo : Musée d'Histoire d'Arévalo
- Cebreros : Musée Adolfo Suárez et de la Transition

### Province de León
- La Bañeza : Musée des Bijoux dans la Via de la Plata

### Province de Valladolid
- Valladolid :
  - Musée de l'abbaye Saint-Joachim et Sainte-Anne
  - Musée national de la sculpture

## Castille-La Manche

### Province de Tolède
- Tolède : Musée de la synagogue El Tránsito

## Catalogne

### Province de Barcelone

#### Barcelone
- Arts Santa Mònica
- CaixaForum Barcelona
- Centre culturel et mémoriel du Born
- Centre de culture contemporaine de Barcelone (CCCB)
- Centre de documentation et musée des arts scéniques
- CosmoCaixa
- Fondation Joan-Miró
- Maison-musée Gaudi
- Monastère de Pedralbes
- Musée d'archéologie de Catalogne
- Musée d'art contemporain de Barcelone (MACBA)
- Musée et Centre d'études du sport Docteur Melcior Colet
- Musée de cire de Barcelone
- Musée du chocolat de Barcelone
- Musée du Design de Barcelone
- Musée de l'érotisme
- Musée du FC Barcelone
- Musée virtuel de la Femme combattante
- Musée Frederic Marès
- Musée d'histoire de Barcelone (MUHBA)
- Musée d'histoire de Catalogne (MHC), situé dans le Palais de la Mer
- Musée maritime de Barcelone
- Musée du Modernisme catalan
- Musée de la Musique de Barcelone
- Musée national d'Art de Catalogne (MNAC)
- Musée Picasso
- Musée des Sciences naturelles de Barcelone (un ensemble de cinq institutions)
  - Musée des Sciences naturelles de Barcelone (principal siège au bâtiment Forum)
  - Musée Martorell
  - Laboratoire de Nature
  - Jardin botanique historique de Barcelone (fondé en 1930)
  - Jardin botanique de Barcelone (fondé en 1999)
- Palais royal de Pedralbes
- Poble espanyol (musée en plein air)
- Académie royale catalane des beaux-arts de Sant Jordi

#### Autres villes
- Badalone : Musée de Badalone
- Caldes d'Estrac : Fondation Palau (Pablo Picasso)
- Cerdanyola del Vallès: Musée d'art de Cerdanyola
- Granollers : Musée de Granollers
- Mataró : musée de Mataró
- Sitges : musée romantique Can Llopis
- Vilanova i la Geltrú : Musée du chemin de fer de Catalogne

### Province de Gérone
- Arbúcies : Musée ethnologique du Montseny
- Castelló d'Empúries : Écomusée-Farinière
- Figueres :
  - Théâtre-musée Dalí
  - Musée du jouet de Catalogne
- Gérone : 
  - Musée d'Art
  - Musée d'Histoire
  - Musée d'Histoire des Juifs
- La Jonquera : Musée mémorial de l'exil (MUME)
- Palamós : Musée de la Pêche de Palamós
- Portlligat : Maison-musée Salvador Dalí
- Púbol : Maison-musée château Gala Dalí

### Province de Lérida
- Musée des Jouets et Automates, à Verdú

### Province de Tarragone
- Musée de Tarragone

## Estrémadure

### Province de Badajoz
- Mérida : Musée national d'art romain

## Communauté de Madrid

### Alcalá de Henares
- Maison d'Hippolytus
- Musée archéologique régional de la Communauté de Madrid
- Musée de la sculpture en plein air
- Musée maison natale de Miguel de Cervantes

### Madrid
- Musée ABC
- Maison-musée de Lope de Vega
- Musée de l'Amérique
- Musée archéologique national de Madrid
- Musée d'Art Moderne
- Musée Calasancio
- Musée Geominero
- Musée d'histoire de Madrid
- Musée Lázaro Galdiano
- Musée naval
- Musée Picasso de Buitrago
- Musée du Prado
- Musée national centre d'art Reina Sofía
- Musée national des sciences naturelles d'Espagne
- Musée Thyssen-Bornemisza
- Musée du romantisme
- Musée du métro à la station Chamberí
- La Casa de la Arquitectura

## Région de Murcie
- Carthagène
  - Musée archéologique municipal de Carthagène
  - Musée naval de Carthagène
  - Musée du théâtre romain de Carthagène
- Murcie : Musée archéologique de Murcie

## Navarre
- Pampelune : Musée de Navarre

## Pays basque

### Biscaye
- Bilbao
  - Musée archéologique de Bilbao
  - Musée basque du chemin de fer
  - Musée des beaux-arts de Bilbao
  - Musée Guggenheim
  - Musée maritime de Bilbao
- Sopuerta: Musée de Las Encartaciones

### Alava
- Azpeitia : Musée basque du chemin de fer
- Vitoria-Gasteiz
  - Musée d'armurerie d'Alava
  - Musée Artium
  - Musée diocésain d'art sacré d'Alava
  - Musée des sciences naturelles d'Alava
  - Musée Fournier des cartes à jouer

## Communauté valencienne

### Province d'Alicante
- Alicante : Musée archéologique d'Alicante

### Province de Valence
- Gandia : Musée archéologique de Gandie
- Peníscola : Musée de la mer
- Tírig : Musée de la Valltorta
- Valence
  - Institut valencien d'art moderne
  - Musée des beaux-arts de Valence
  - Musée de la préhistoire de Valence
  - Musée valencien d'ethnologie
  - Musée des sciences Príncipe Felipe de la Cité des arts et des sciences